# Amama
Amama (en basc Àvia) és una pel·lícula espanyola rodada en basc del 2015 dirigida per Asier Altuna. Aquest drama és el seu segon llargmetratge en basc del director després d'Aupa Etxebeste!.

## Producció
Va participar en la secció oficial del Festival Internacional de Cinema de Sant Sebastià 2015 i va rebre el Premi Irizar al cinema basc.
El rodatge va tenir lloc entre juliol i novembre de 2014, després de 7 setmanes, a les següents ubicacions: Errezil, Azpeitia, Sant Sebastià i l'Aeroport de Sant Sebastià-Hondarribia, Aldatz i Artikutza a Navarra i Biarritz a Lapurdi.

## Sinopsi
Història d'un conflicte familiar. El conflicte entre la ciutat i el camp, el passat i el present, entre pares i fills. Dues maneres oposades d'entendre la vida i una àvia que mira el món des del silenci més eloqüent.

## Repartiment
- Nagore Aranburu: Sara
- Amparo Badiola: Amama
- Klara Badiola: Isabel
- Iraia Elias: Amaia
- Ander Lipus: Xabi
- Kandido Uranga: Tomas
- Manu Uranga: Gaizka

## Premis i candidatures
Premis Goya
| Any  | Categoria               | Persona     | Resultat |
| ---- | ----------------------- | ----------- | -------- |
| 2016 | Millor actriu revelació | Iraia Elias | Nominada |

Medalles del Cercle d'Escriptors Cinematogràfics de 2015
| Categoria               | Persona     | Resultat |
| ----------------------- | ----------- | -------- |
| Millor actriu revelació | Iraia Elias | Nominada |